# Штефан Фюрстнер
Штефан Фюрстнер (нім. Stephan Fürstner, нар. 11 вересня 1987, Мюнхен) — німецький футболіст, півзахисник клубу «Уніон» (Берлін).

## Клубна кар'єра
Народився 11 вересня 1987 року в місті Мюнхен. Вихованець юнацької команди «Діссен», з якої 1998 року перебрався в академію «Баварії». 
З 2005 року став залучатись до матчів «Баварії» II, в якій провів чотири сезони, взявши участь у 96 матчах чемпіонату. Проте, до основної команди пробитись не зумів. Свій єдиний матч за головну команду провів у Бундеслізі 5 травня 2007 року проти гладбахської «Боруссії» (1:1), вийшовши на заміну на 87-й хвилині.
5 червня 2009 року Фюрстнер підписав контракт з клубом «Гройтер». Став одним з основних гравців клубу, у складі якого в 2012 році став чемпіоном Другої Бундесліги і допоміг команді вперше в історії вийти до Бундесліги. За підсумками сезону 2012/13 команда зайняла остання місце і знову понизилась у класі, проте Штефан продовжив виступати за клуб, в якому провів ще два сезони.
До складу клубу «Уніон» (Берлін) приєднався влітку 2015 року. Відтоді встиг відіграти за берлінський клуб 6 матчів в національному чемпіонаті.

## Виступи за збірні
2006 року дебютував у складі юнацької збірної Німеччини, взяв участь у 5 іграх на юнацькому рівні.
Протягом 2007–2008 років залучався до складу молодіжної збірної Німеччини. На молодіжному рівні зіграв у 2 офіційних матчах.